# Golubac (Mionica)
Golubac (Mionica) (em cirílico: Голубац) é uma vila da Sérvia localizada no município de Mionica, pertencente ao distrito de Kolubara, na região de Kolubara Podgorina. A sua população era de 124 habitantes segundo o censo de 2011.

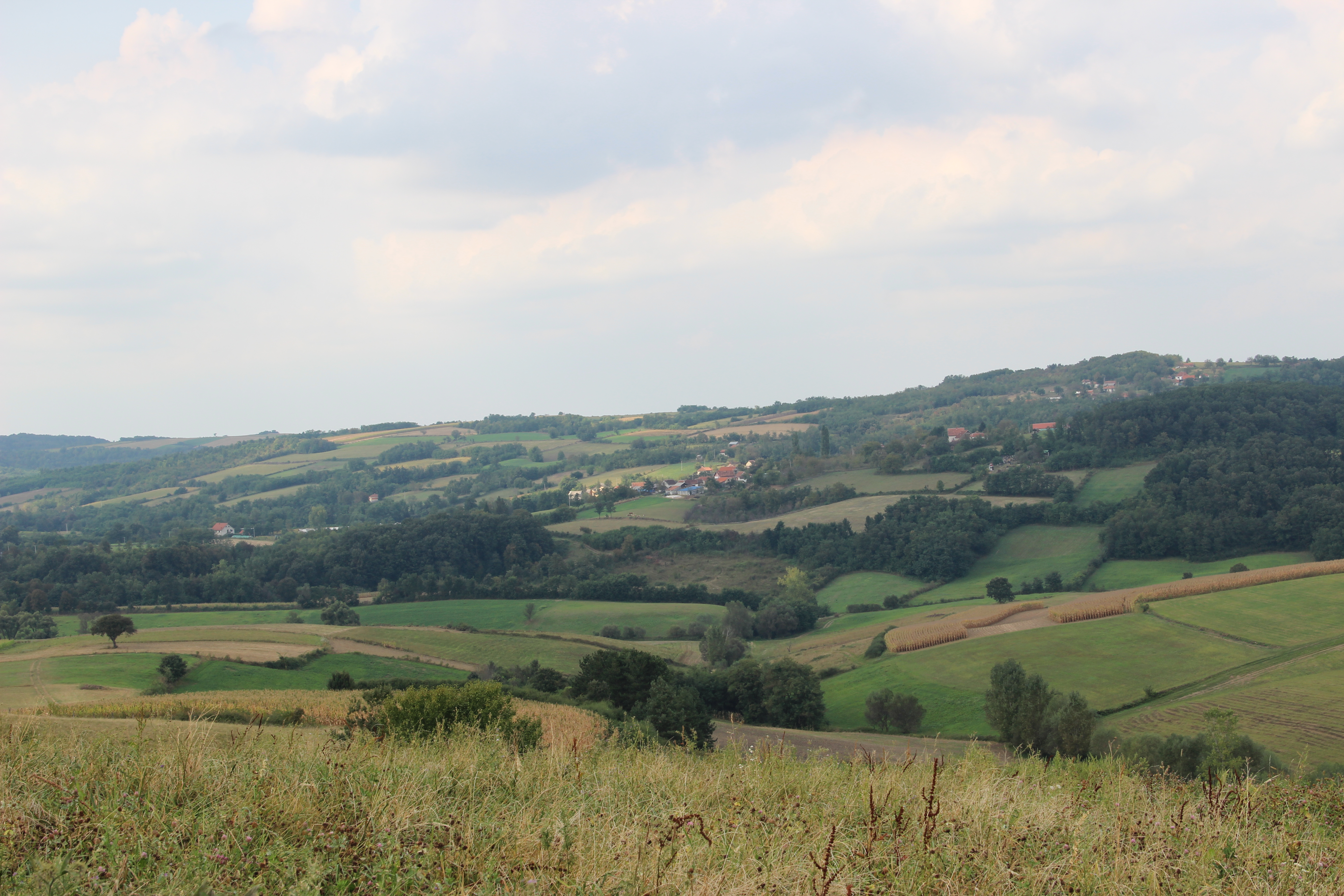
Golubac - panorama
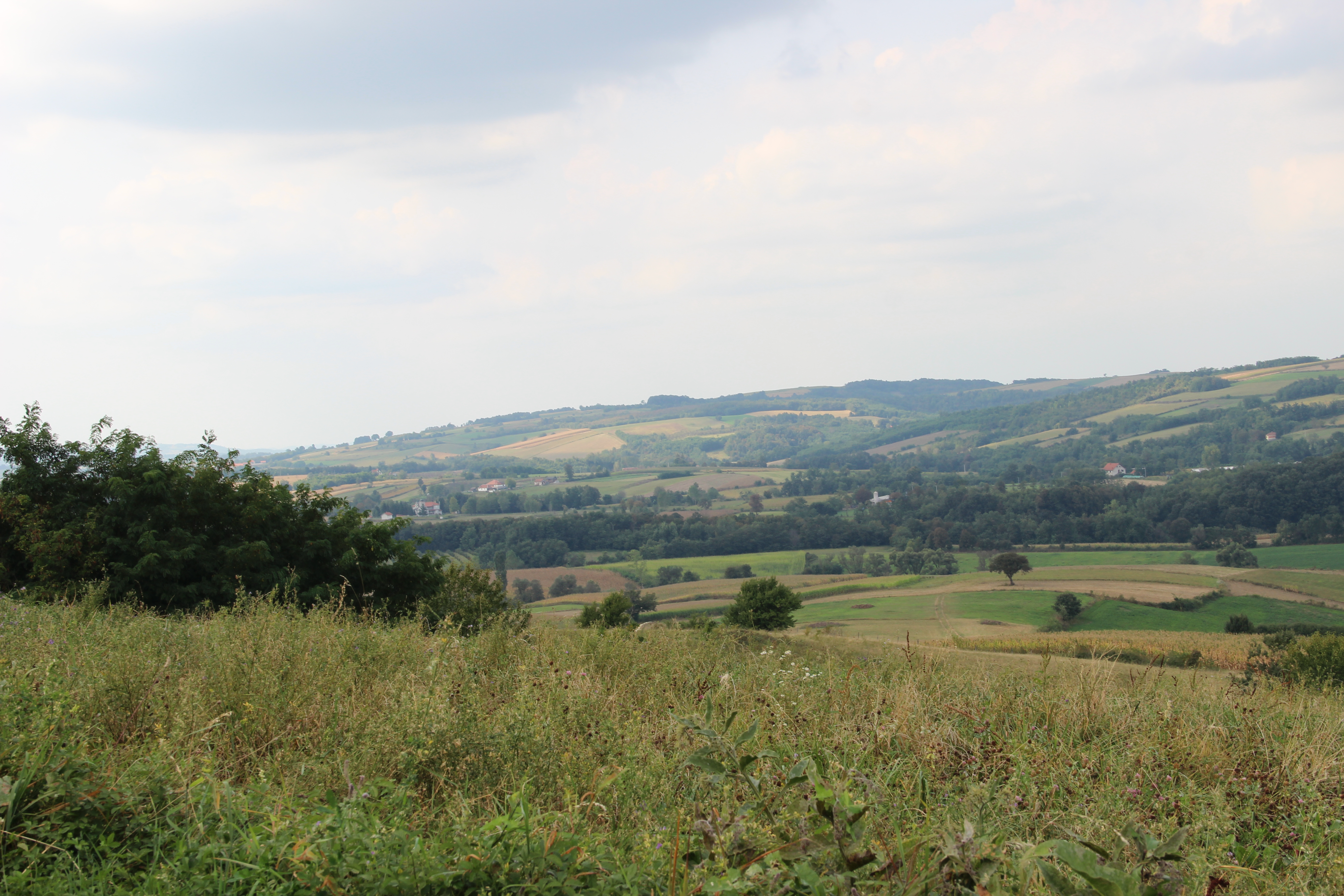
Golubac - panorama
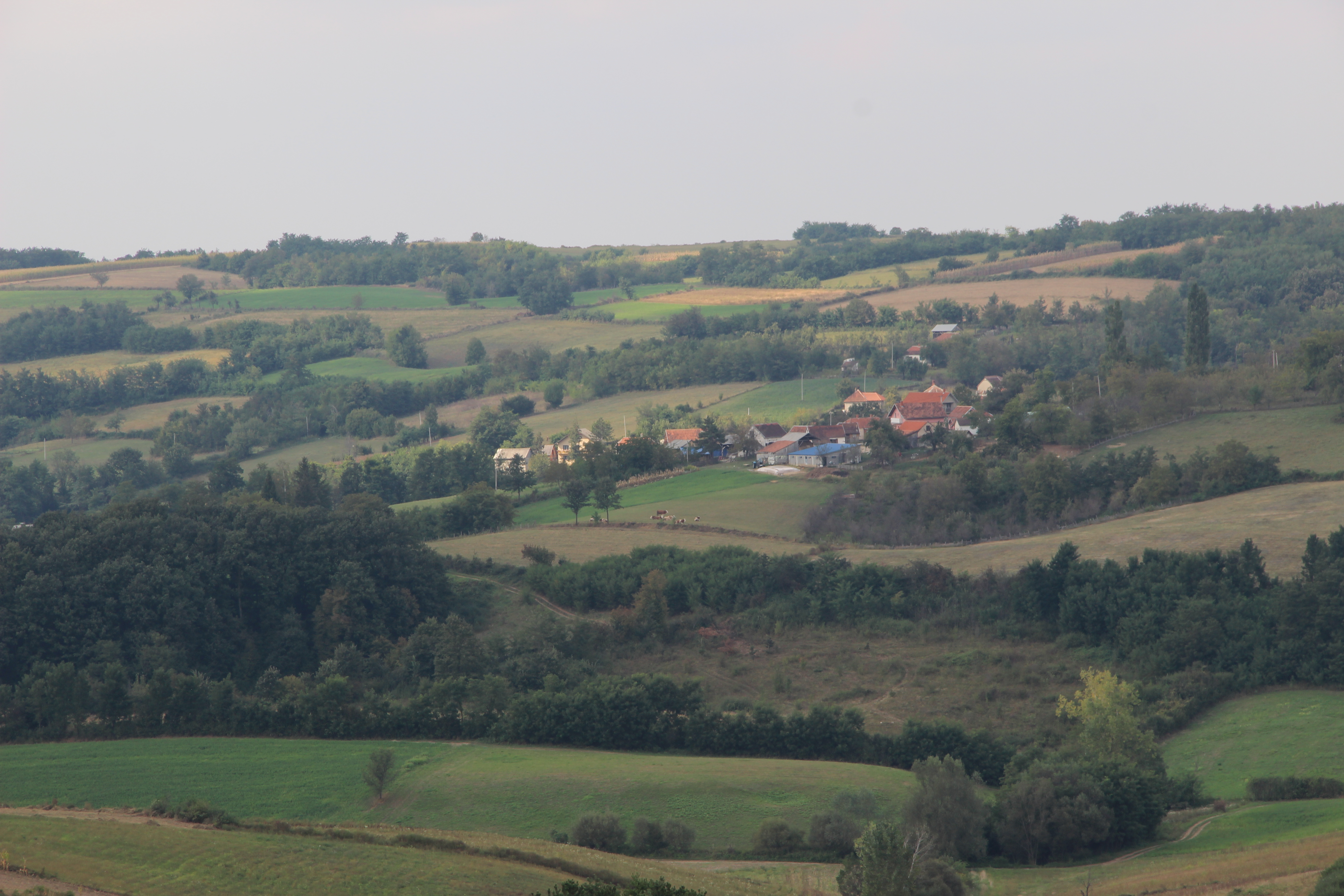
Golubac - panorama
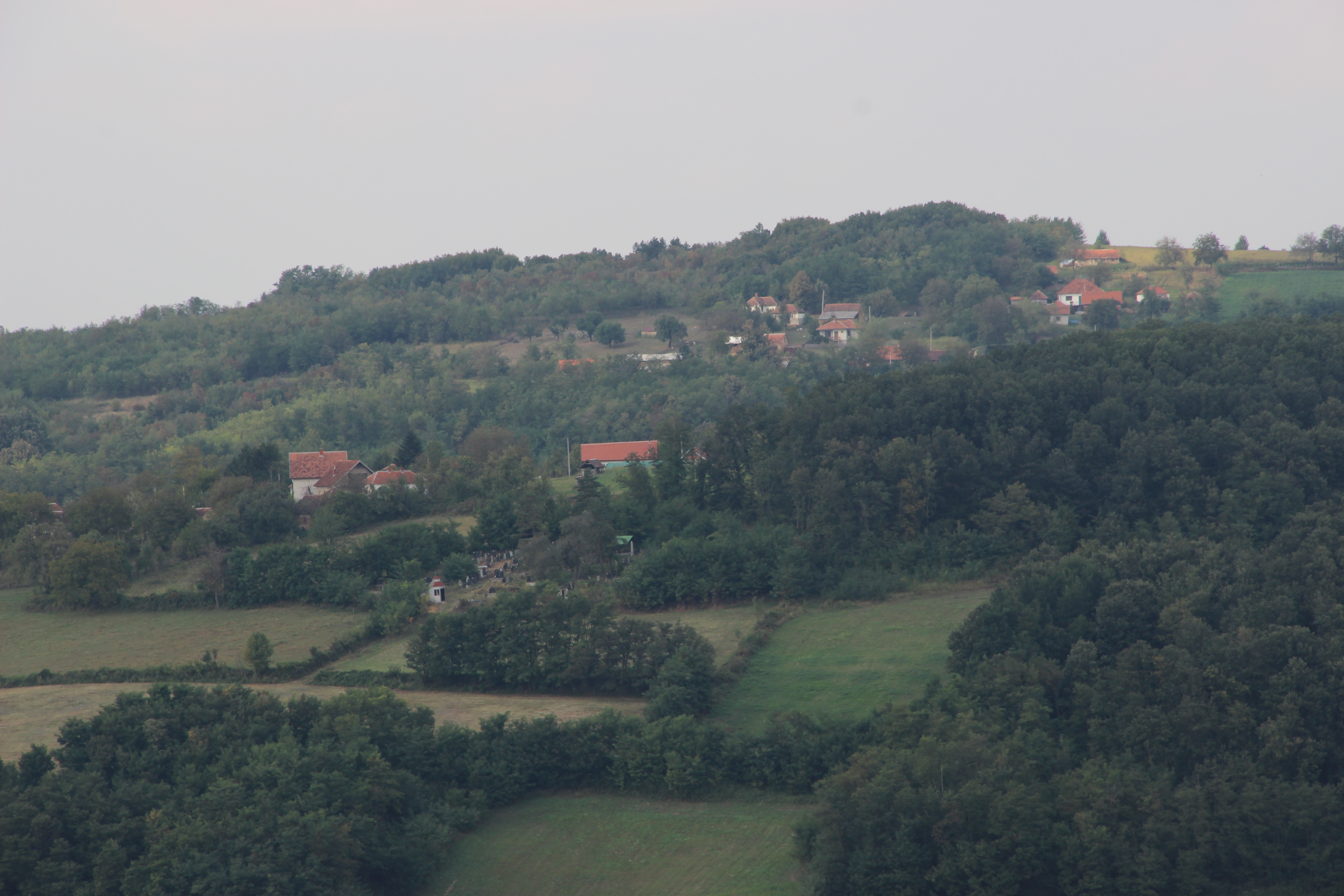
Golubac - panorama
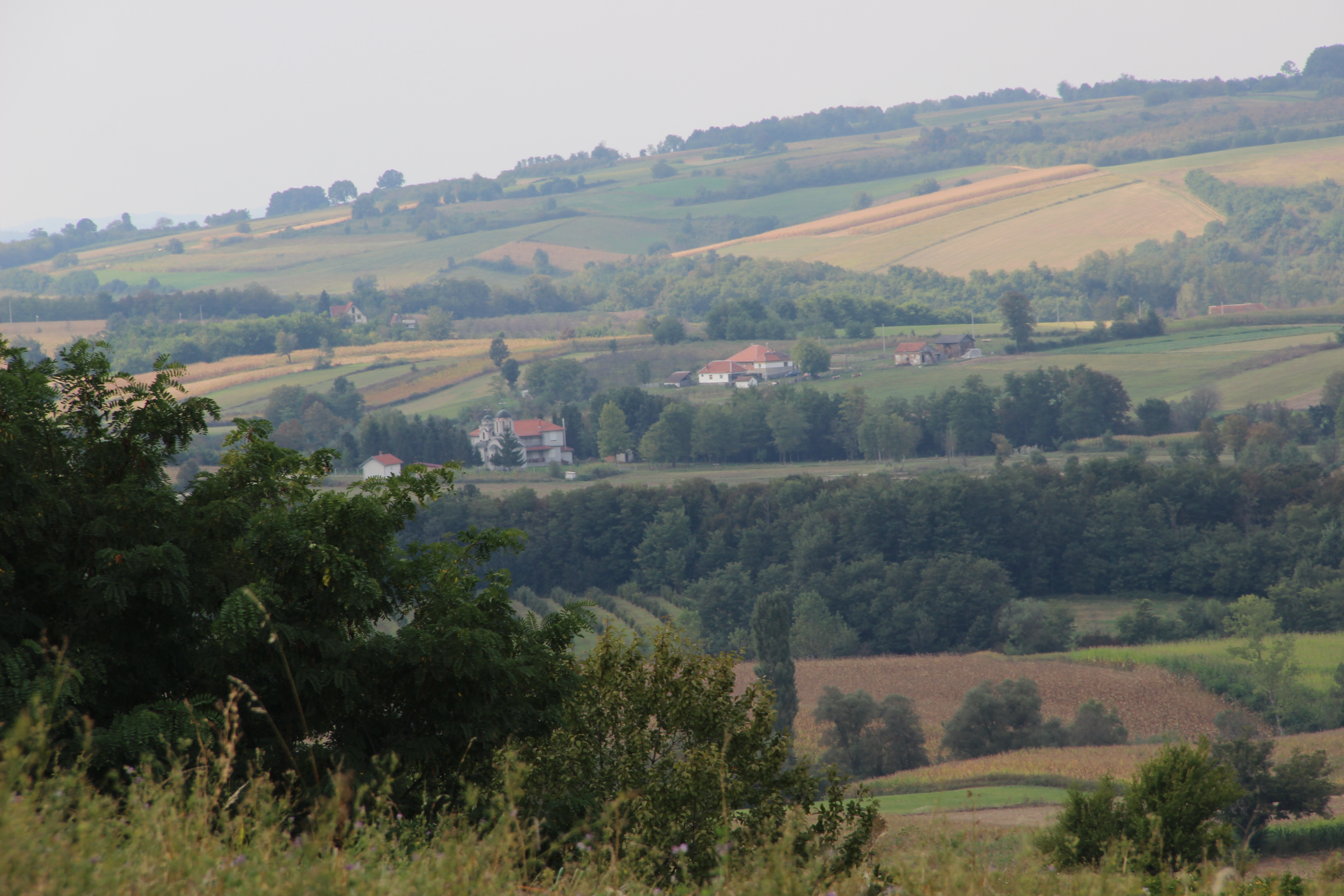
Golubac - panorama
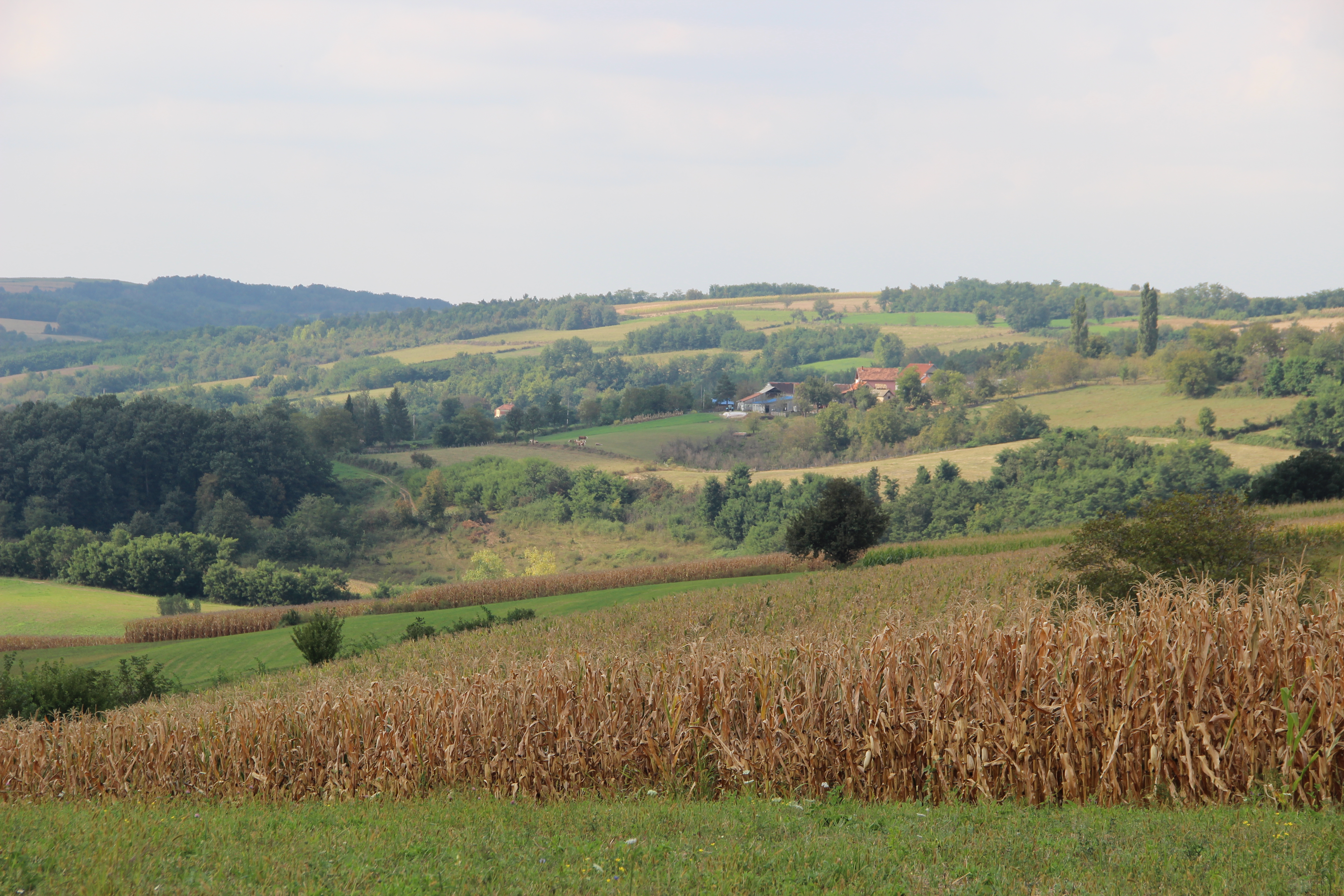
Golubac - panorama

## Demografia
| 1948 | 1953 | 1961 | 1971 | 1981 | 1991 | 2002 | 2011 |
| ---- | ---- | ---- | ---- | ---- | ---- | ---- | ---- |
| 360  | 337  | 340  | 295  | 250  | 164  | 152  | 124  |